# Voyeurismo

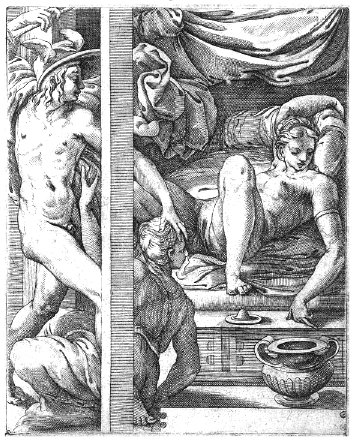
Mercurio ed Erse di Giovanni Jacopo Caraglio

Il termine voyeurismo o scopofilia, più raro scoptofilia, è una parafilia che caratterizza chi ottiene l'eccitazione e il piacere sessuale esclusivamente guardando, soprattutto nascostamente (spiando), persone seminude, nude o intente a spogliarsi, o altresì persone impegnate in un rapporto sessuale. La masturbazione spesso accompagna l'atto voyeuristico.
Il voyeurismo (dal francese voyeur, "chi guarda") può assumere diverse forme, ma la sua caratteristica principale è che i voyeur normalmente non sono direttamente connessi con la persona del loro interesse, che è spesso ignara di essere osservata. Il voyeur può essere definito allo stesso modo come una persona che gode nel vedere situazioni di sofferenza o la sfortuna degli altri (Schadenfreude).
In alcune culture il voyeurismo è considerata una pratica deviante e anche un crimine sessuale: per esempio, nel Regno Unito, il voyeurismo non consensuale è diventato un reato dal 1º maggio 2004, mentre in Canada è entrata in vigore una legge simile alla fine del 2005.

## Descrizione

### Voyeurismo nella psicologia e nella criminologia

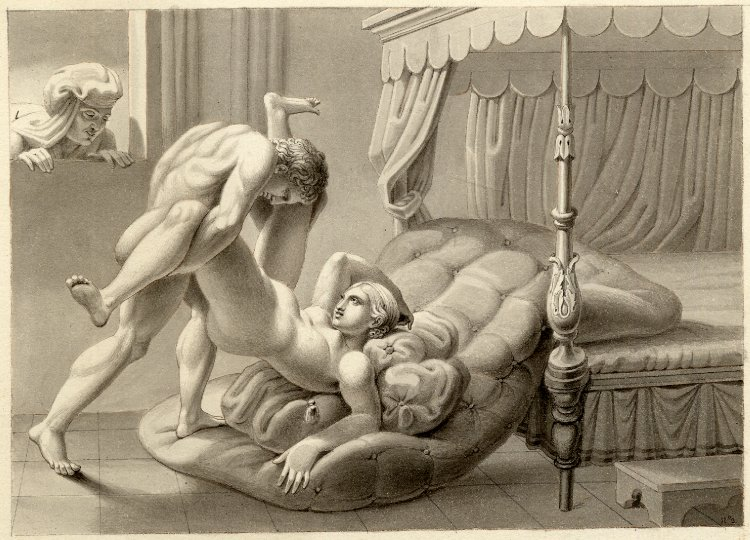
Disegno di una donna e un uomo impegnati in un rapporto sessuale, che vengono spiati da un individuo affacciato alla finestra

Il voyeurismo non è necessariamente considerato una forma patologica di sessualità, ma secondo la psichiatria può divenirlo laddove esso divenga, per un periodo di tempo prolungato, l'unica forma di soddisfazione sessuale raggiunta dal soggetto, provocando danni o limitazioni alla sua vita di relazione e/o svolgendosi nei confronti di soggetti non consenzienti. Secondo l'American Psychiatric Association il voyeurismo può essere classificato nel DSM-IV e come un disordine di preferenza sessuale nella classificazione ICD-10.

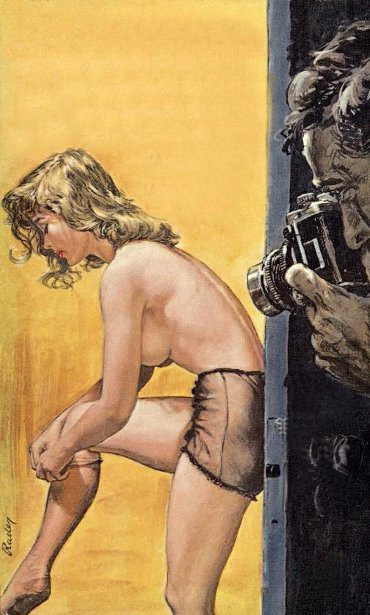
Over Exposed di Paul Rader (1962)

Va infatti sottolineato che il voyeur, definito anche "guardone", con connotazione maggiormente dispregiativa e derisoria, è colui che osserva o spia gli altri per ricavarne eccitazione; ma questo atteggiamento può rivolgersi a persone consenzienti, o meno. L'FBI afferma che alcuni individui che si dedicano a pratiche come il voyeurismo possono anche avere una propensione ad assumere comportamenti violenti che possono sfociare in gravi reati sessuali. Un ricercatore dell'FBI ha dimostrato che i voyeur sono suscettibili a mostrare alcune caratteristiche che sono comuni, ma non universali, nei reati sessuali più gravi come l'attenzione meticolosa per i dettagli e la metodica pianificazione dedicata alla selezione e preparazione delle attrezzature di spionaggio e osservazione. Per quanto riguarda i tratti della personalità del voyeur, questi soggetti tendono a essere timidi nel corso dell'adolescenza e con qualche difficoltà a iniziare o mantenere le relazioni.

### Voyeurismo consensuale

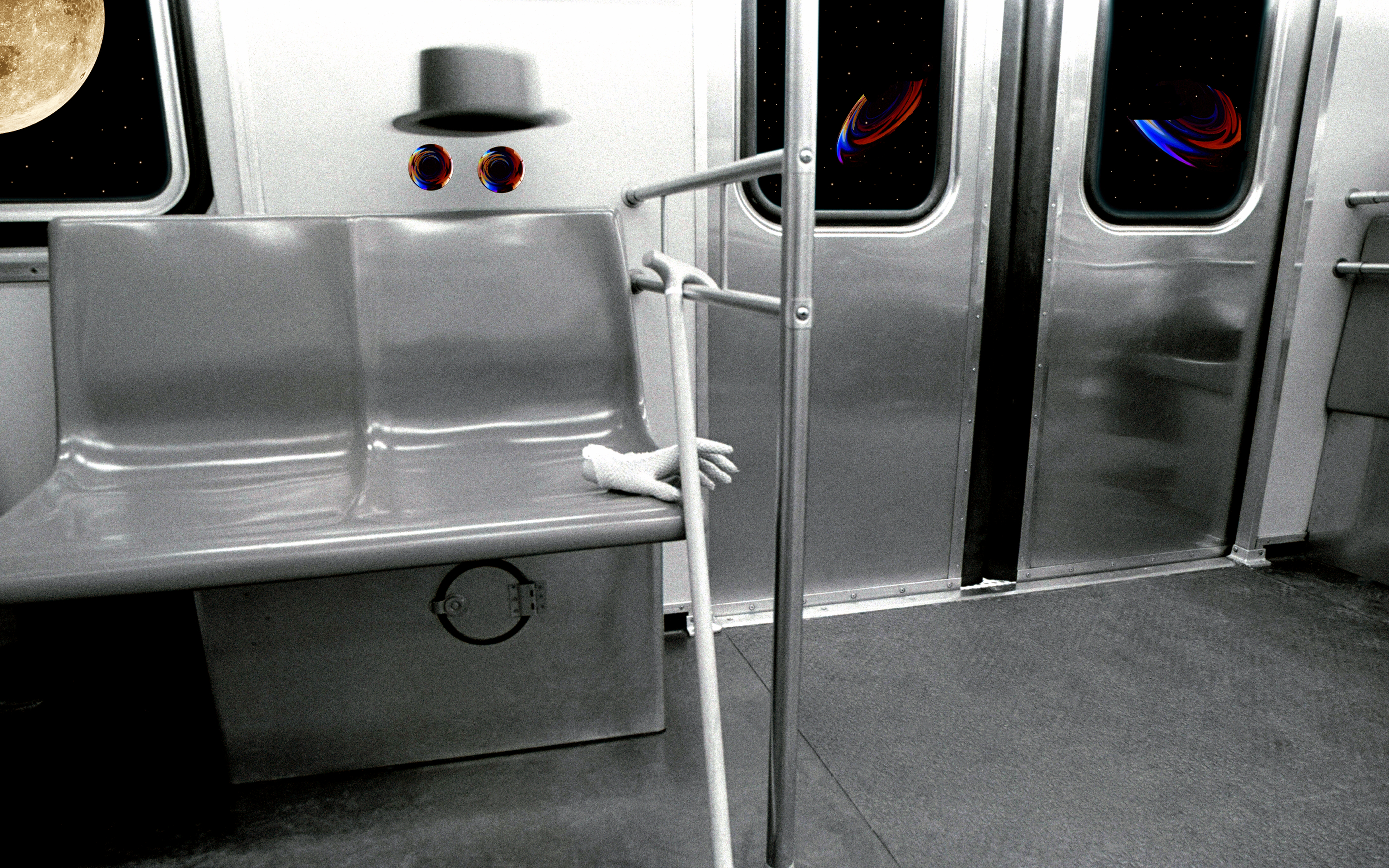
Voyeur, mixoscopia, peeping

Il voyeurismo si è diffuso, di recente, anche grazie all'uso di internet, come fenomeno di luoghi, quali parcheggi pubblici, in cui coppie o gruppi di persone si incontrano con lo scopo di avere approcci sessuali, accordandosi anche con singoli voyeur che nell'incontro si limitano esclusivamente all'osservazione dei corpi e dei gesti altrui. Il termine voyeurismo si è nel tempo allargato arrivando a comprendere ogni attività mirata all'eccitazione sessuale mirante l'osservazione di corpi, anche solo seminudi o del tutto vestiti. Si tratterebbe quindi, in questo caso, di un'"attività" svolta quotidianamente dalla quasi totalità degli esseri umani.
Va altresì rilevato che forse, fra tutte le pratiche sessuali alternative al sesso tradizionale, il voyeurismo è oggi la più diffusa: esso infatti si svolge comunemente, da parte di tutti coloro che si eccitano osservando coppie o singole donne o singoli uomini che mostrano le proprie nudità o le proprie attività sessuali in fotografie, filmati erotici amatoriali, o in siti internet dedicati a questo specifico scopo. Ma tale presunta più estesa diffusione forse consiste solo in una maggiore consapevolezza della onnipervasività dell'"effetto esposizione" di Zajonc.
Nel 1970 fece scalpore un caso di voyeurismo consensuale sfociato in una tragedia: il 30 agosto Camillo Casati Stampa Di Soncino uccide la moglie Anna Fallarino e il suo amante Massimo Minorenti, che era solito fotografare durante i loro rapporti sessuali. Le indagini riveleranno l'abitudine dell'uccisore di assistere ai rapporti sessuali della moglie con altri uomini e di fotografarla in quei momenti.